# Цатский язык

Место распространения цатского языка (красная точка).

Цатский язык (уцульский, уцат, уцатский, тсат, хуэйхуэйский, хайнаньско-чамский; кит. упр.  回輝话, пиньинь huíhuīhuà) — язык уцулов, один из чамских языков, распространённый в двух деревнях (Хуйсинь и Хуэйхуэй) в уезде Ясянь (崖县) на юге острова Хайнань (КНР) недалеко от города Санья.   

## Лингвистическая характеристика

### Фонетика и фонология
Цатский язык является полноценно тоновым языком, что довольно необычно для австронезийских языков. Система тонов развилась, по всей видимости, под влиянием тай-кадайского языка ли (хлай), в окружении носителей которого живут уцулы, а позднее и китайского языка.